# 江国
江国为殷商至春秋时期华夏在河南一带建立的一个诸侯国。江，又作鸿、邛、邛，音鸿，国名又作鸿国、邛国，读作红（hóng）。以鸿鸟作为图腾，卜辞有鸿的国名，以后发展成为国号。江国是江姓的主要起源地。

## 历史

### 起源
江国远祖起源于远古帝王夏禹时期，大禹的臣子伯益因辅佐大禹有功，封伯益之後玄仲於江地（今河南正阳），建立诸侯国江国，子孙世袭江国爵位。江国是伯益后裔的封国，與黃國、徐國同為伯益之後，同為嬴姓。周朝时候，由于江国于周朝不同源，被当作淮夷看待。
另有学者考证，江为东夷族与夷的一支，是東夷後人。何光岳先生认为：江为东夷族与夷的一支。徐少华先生认为，江人周初以前应在东方，周公东征伐淮夷，践奄后才南迁。周穆王时及其以后，溯淮河两岸西侵，渐入中土。。周成王平定東夷叛亂後，封江國為諸侯國。

### 周室諸侯國
西周晚期，召公平淮夷，江国、黄国等嬴姓诸族归附于周，各自所居即成为周王室承认的封土。据《世本》、《史记·秦本纪》等记述，江为嬴姓国。周代，江國位于今河南正阳县东南、淮水北岸。江国故城平面长方形面积约17.5万平方米，时代为东周至汉代。江国建国初期，曾一度繁荣，国力强盛，政局稳定，人民渔、猎、耕、织，安居乐业。江国所属人口，史书中未见记载，根据其时代人口密度推断，其人口当在一万人左右。后期东周势微，大国崛起，战事频仍，江国深受其害，加之淮水泛滥，往往淹没江国的中心地带，春秋时江国介于楚、宋、齐三国势力之间，经常依于这些大国，所以江国一直没能强盛起来。
春秋早期，江国曾与楚国联姻，楚成王将自己的妹妹江芈嫁到江国，江国依于楚國。待齐国称霸时，江国一直对楚国有戒心，害怕被楚所灭，因此加入齐桓公发起的联盟，改依于强齐，与齐国、宋国谋楚。《春秋》僖公二年（前658年），“齐侯、宋公、江人、黄人盟于贯”。《左传》曰：“服江、黄也”，杜预注：“江、黄，楚与国也，始来服齐，故为合诸侯”。僖公四年（前656年）秋，为了讨伐陈国对齐国的不忠，齐国和江国、黄国进攻陈国。不久，江又参加了北方诸侯谋楚的阳谷和召陵之会。和黄国一样，江国因惧楚，未敢贸然参与直接伐楚的行动。即便如此，也已得罪了决意北上东进的楚国。

### 亡国
春秋时期楚成王死后，鲁文公三年（前624年），楚国发兵攻打江国，晋国派先仆出兵攻打楚国去救援江国，晋国把江国的事情报告周襄王，王叔桓公、晋国的阳处父攻打楚国至方城山关口，楚师暂时撤走。鲁文公四年（前623年）秋天，楚穆王再次出兵，江为楚国所灭。
江国既是晋国盟国，又是秦国同姓国。《左传·文公四年》记载，江的亡国，大大刺痛了同姓秦国，秦穆公为江国亡国服哀。楚人灭江，秦伯为之降服（杜预《注》：降服，素服也，意思是秦穆公穿朴素的衣服，表示悲哀谦卑，和现在的降半旗意义是一样。出次、不举、过数）。大夫谏，（秦伯）公曰：“同盟灭， 虽不能救，敢不矜乎! （意思是虽然江国也为嬴姓，但不能相救，实为惭愧，大丢面子。）吾自惧也。
江国灭亡后，江人被楚国强迁于楚国内地的江亭，今湖北江陵南的江北，成为楚的臣民。在战国时江人后裔江乙出任郢大夫（郢为春秋后期楚平王所建的都城），即在今湖北江陵。这支成为楚人的江姓后来向南方移民，最终形成了广西江姓人。一部分江人北逃入陈国，今河南淮阳地区，后由淮阳为中心向四方散迁，其中一支向东北方迁移到齐鲁大地。秦汉时期，江人主要活动于河南、山东、湖北地区，后来向西、北、南发展，河北、山西、安徽等地也有了江姓的足迹。两晋南北朝时，北方战火纷飞，政权频繁更迭，中原地区百姓大批向东南方迁移，江姓也随这股南移之风向江东移民，定居于会稽，即今浙江的绍兴。这一时期是江姓历史上发展的重要转折点，最终发展形成了南方大姓。唐宋之际，随中原居民的多次南下移民，江姓进入了赣、浙、闽广大地区，明朝时进入台湾。

## 地理位置
古代江国位于正阳境内，领土疆域在淮河流域一带，江国都城遗址位于今河南正阳县东南大林乡涂店附近、淮水北岸。江国故城平面长方形，佔地面积7.5万平方米，东西长2公里，南北宽1.2公里，为东周至汉代时期修建。故城约有900平方公里，距淮河1公里，城池约有2.4平方公里，是一片险拔的高地，古称“凤凰台”，当地人叫它“烽火台”。在古城遗址内，曾出土有商、周时代生活用陶器残片。
遗址内西北角有座2000平方米的圆椎形土堆，高8米，曾是江国国君游乐、纳凉的地方，古称“江亭”。江亭在西汉时犹存。《后汉书·刘表、袁术、吕布列传第十五》载：术，不得过，复走还，六月，至江亭。《后汉书·郡国二》载： 汝南郡，高帝置；安阳、侯国，有江亭，故国，蠃。《水经注》：淮水又东经安阳县故城南，江国也，今其地有江亭，春秋文公四年，楚灭江。江国故城曾经有口皆碑的二柏土地遍、三步两架桥、七步两座山、十二莲塘月儿弯、凤凰台、江祠、江亭、卧牛堆、观音寺等遗迹，如今只是一个美丽的传说，为当年的古江国平添了几分神秘色彩。
另有学者提出江国故城遗址可能在正阳县南的陡沟附近。另有研究认为，江国的属地当在今河南正阳县南部、信阳市平桥区东北部和罗山县北部一带。江国国境跨越淮河南北，以淮北为主，都城在淮河北岸。

## 出土青铜器
江国的青铜器如下。：
- 十九年江干鼎（《殷周金文集成》编号 02693）
- 邛仲之孙伯戔盆（《殷周金文集成》编号 10341）
- 楚王钟（《殷周金文集成》编号 00072）
- 邛君妇龢壶（《殷周金文集成》编号 09639）
- 邛季之孙戈（《殷周金文集成》编号 11252）
- 曾侯簠（《殷周金文集成》编号 04598）